# Ataenius inquisitus
Ataenius inquisitus är en skalbaggsart som beskrevs av Horn 1887. Ataenius inquisitus ingår i släktet Ataenius och familjen Aphodiidae. Inga underarter finns listade.